# Symposium
Symposium är en vetenskaplig konferens. Ordet symposium kommer från grekiskans symposion, som betyder 'dryckeslag', av potos, 'dryck', men avser idag oftast akademiska konferenser – även de utan dryckesintag.